# 曾安止
曾安止（1048年—1098年），字移忠，号屠龙翁，吉州太和（今江西泰和）人，北宋农学家，所著《禾谱》是中国第一部水稻品种专著。

## 生平
1048年出生于泰和县澄江镇文溪村，熙宁六年（1073年）中第乙科，熙宁九年“复应”，“得进士出身”。曾任洪州丰城县主簿、江州彭泽令和江州司马。后以“农者，政之所先”，在官府题诗“拂袖而去不为官，宦海几见心向田，问谁摘斗摩霄外，中有屠龙学前贤”，辞官回乡，专致于农业调查和著述。弃官后授宣德郎。1098年因目疾逝世。
著述有《禾谱》五卷，《车说》一卷，《屠龙集》几卷。其中《禾谱》是中国第一部水稻品种专志，为继北魏贾思勰《齐民要术》后的一部重要古代农业科技著作，详细记载了北宋时期吉泰盆地地区50多个水稻品种的名称、特征、来源以及播种、插秧、收割的时间和栽培技术、管理方法。《通考经籍志》和《宋史·艺文志》均有著录。北宋绍圣元年（1094年），苏东坡遭贬南迁，过泰和时见到曾安止，作《秧马歌》附于《禾谱》书后，称其“文既温雅，事亦详实”，又叹“惜其有所缺，不谱农器也”。但当时曾安止已经失去了目力，无力补写。一百多年后的南宋时，曾安止的侄孙曾之谨著《农器谱》三卷以补之。
曾安止娶楊氏為妻；長子曾蠙，舉進士；次子曾蠟。